# Bruno VeSota
Bruno William Ve Sota (25 de marzo de 1922 — 24 de septiembre de 1976) fue un actor, director y productor estadounidense que, entre 1945 y 1974, apareció en cientos de episodios de televisión y más de 50 largometrajes. Es recordado por papeles importantes en 15 películas Roger Corman y por haber dirigido tres características de explotación de bajo presupuesto: Female Jungle (1955), The Brain Eaters (Corman como productor ejecutivo no acreditado, 1958) e Invasion of the Star Creatures (1962).

## Televisión de Chicago
Oriundo de Chicago, VeSota ingresó a la televisión de Chicago en 1945 y escribió muchas telesplays para WBKB-TV, como una adaptación de "The Tell-Tale Heart" de Edgar Allan Poe. En 1948 se mudó a WGN-TV como una versión local de Orson Welles; un productor, director e escritor.
VeSota fue uno de los directores de They Stand Accused, "la primera serie de audiencias dramáticas en vivo de la televisión", que se emitió en WGN-TV antes de expandirse a distribución nacional primero en CBS y más tarde en DuMont.

## Trabajo de cine
Hizo su debut en la gran pantalla en 1953 con apariciones en The System y The Wild One.
Es mejor recordado por sus apariciones en películas de ciencia ficción de las décadas de los cincuenta y cincuenta, como Dementia (1955), El ataque de las sanguijuelas gigantes (1959), The Wasp Woman (1959) y The Wild World of Batwoman (1966), y también dirigió como Female Jungle (1955), The Brain Eaters (1958) y Invasion of the Star Creatures (1962). En la década de 1960 jugó al barman en varios episodios de Bonanza.

## Muerte
Luego de un ataque al corazón, Bruno VeSota murió en Los Ángeles a la edad de 54 años.